# 丸渕站
丸渕站（日语：／ Marubuchi eki */?）是位於愛知縣稻澤市祖父江町三丸渕站通，名古屋鐵道（名鐵）的尾西線車站。車站編號為「BS04」

## 歷史
在昭和18年發行的名鐵路線資訊中，此站與森上站、萩原站共同成為準主要車站，在曾經有特急於尾西線行走的時代，此站曾經是特急停車站。
- 1912年（明治45年）2月18日 - 尾西鐵道車站啟用[1]。
- 1925年（大正14年）8月1日 - 隨著尾西鐵道被收購，此站成為名鐵尾西線車站。
- 1963年（昭和38年）度 - 終止貨物業務[2]。
- 1968年（昭和43年）5月12日 - 成為特急停車站[3]。
- 1969年（昭和44年）7月6日 - 降級為準急停車站[3]。
- 1970年（昭和45年）12月25日 - 降級為普通停車站[3]。
- 1971年（昭和46年）
  - 2月18日 - 廢止列車交會設備[4]。
  - 3月1日 - 成為無人車站[5]。
- 1974年（昭和49年）3月17日 - 路線雙線化。再次升級為特急停車站[3]。
- 1975年（昭和50年）9月16日 - 降級為急行停車站[3]。
- 1977年（昭和52年） - 降級為普通停車站。
- 2008年（平成20年）3月14日 - 車站可以使用「Tranpass」。
- 2011年（平成23年）2月11日 - 車站可以使用「manaca」IC卡。
- 2012年（平成24年）2月29日 - 車站不再可以使用「Tranpass」。

## 車站構造
車站是一座地面車站，設有1面2線的島式月台。構造與森上站（2、3號月台）相似。現時的月台還使用了當時車站啟用時建造月台的石塊。

### 月台
| 月台 | 路線                     | 方向 | 目的地       | 備註                                         |
| ---- | ------------------------ | ---- | ------------ | -------------------------------------------- |
| 1    | 尾西線（名鐵一宮〜津島） | 下行 | 名鐵一宮方向 | 舉行尾張津島天王祭之際，部分列車前往森上     |
| 2    | 尾西線（名鐵一宮〜津島） | 上行 | 津島方向     | 平日早上設有經津島前往須口、名古屋方向的班次 |

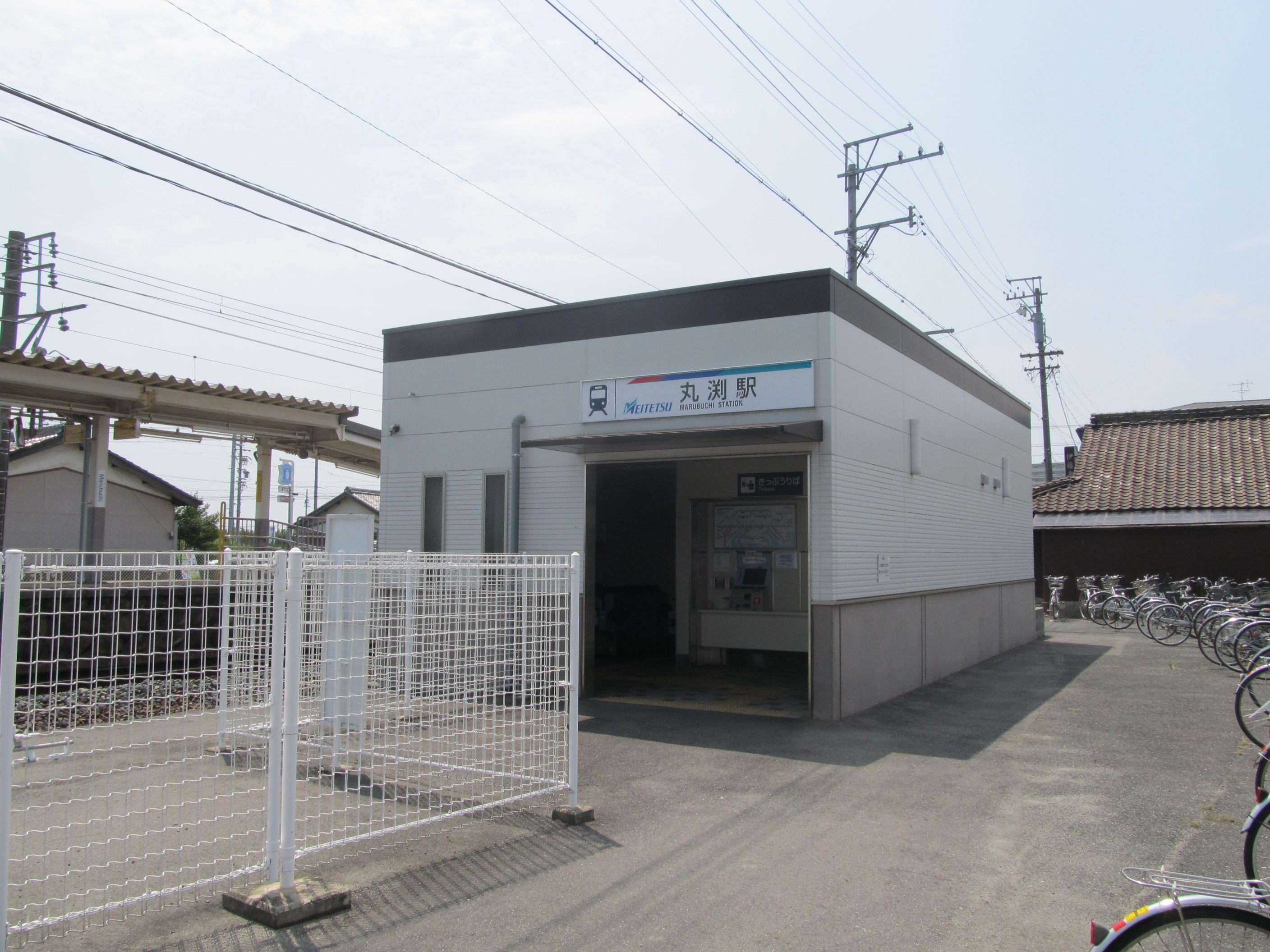
車站大樓

### 配線圖
| ← 一宮方向      | 丸渕站 站內配線略圖 | → 津島方向 |
| 图例 参考文献： |                     |            |

## 利用狀況
- 在「移動等圓滑化取組報告書」中提及在2019年度，當時1日平均上下車人次為763人[9]。
- 在中提及在2013年度，當時1日平均上下車人次為797人，為名鐵所有車站（275站）排名第243，尾西線（22站）中排名第20[10]。
- 在中提及在1992年度，當時1日平均上下車人次為810人，為除岐阜市內線均一車費區間內各站（岐阜市內線、田神線、美濃町線徹明町站至琴塚站之間）外名鐵所有車站（342站）中排名第238，尾西線（23站）中排名第17[11]。
- 在《稻澤之統計》中，以下為1日平均上下車人次變化[12]。

| 年度   | 1日平均 上下車人次 |
| ------ | ------------------ |
| 2011年 | 758                |
| 2012年 | 743                |
| 2013年 | 797                |
| 2014年 | 780                |
| 2015年 | 815                |
| 2016年 | 820                |
| 2017年 | 830                |
| 2018年 | 823                |
| 2019年 | 763                |

## 車站周邊
- 五屋簡易郵局
- 國道155號（日语：国道155号）
- 苅安賀汽車學校　校巴（祖父江、平和路線）乘車處

## 相鄰車站
名古屋鐵道
 尾西線
渕高（BS03）－丸渕（BS04）－上丸渕（BS05）

## 註腳
1. ↑  「軽便鉄道停車場設置」『官報』1912年2月29日（國立國會圖書館數碼化資料）
2. ↑  名古屋鉄道広報宣伝部（編）. . 名古屋鉄道. 1994: 340 （日语）.
3. 1 2 3 4 5  德田耕一著《まるごと名古屋の電車ぶらり沿線の旅　名鉄・地下鉄編》2011年。97頁。
4. ↑  名古屋鉄道広報宣伝部（編）. . 名古屋鉄道. 1994: 1030 （日语）.
5. ↑  寺田裕一. . Neko出版. 2013: 257. ISBN 978-4777013364 （日语）.
6. ↑  丸渕駅 - 電車のご利用案内 （页面存档备份，存于）（日語），2019年3月23日閲覧
7. 1 2  駅時刻表：名古屋鉄道・名鉄バス （页面存档备份，存于）（日語），2019年3月23日閲覧
8. ↑  電氣車研究會，『鐵道畫刊』通卷第816號 2009年3月 臨時特刊號 「特集 - 名古屋鉄道」，卷末附有「名古屋鉄道 配線略図」
9. ↑   (PDF). 名古屋鉄道.   [2021-05-22]. （原始内容存档 (PDF)于2021-01-22） （日语）.
10. ↑  名鐵120年史編纂委員會事務局（編）. . 名古屋鐵道. 2014: 160–162 （日语）.
11. ↑  名古屋鐵道廣報宣傳部（編）. . 名古屋鐵道. 1994: 651–653 （日语）.
12. ↑  稲沢の統計2021 （页面存档备份，存于）（日語） - 稻澤市

## 外部連結
- 丸渕 - 名古屋鐵道